# Пряжников, Александр Петрович
Александр Петрович Пряжников (27 мая 1954, Прибытки, Гомельская область) — советский футболист, полузащитник, советский и белорусский футбольный тренер.

## Биография
Воспитанник гомельского футбола. В 1971 году начал выступать за «Гомсельмаш» во второй лиге и играл за клуб следующие пять лет, с 1973 года стал регулярным игроком основного состава. В 1976—1977 годах проходил военную службу, выступая за киевский СКА. Обладатель Кубка Украинской ССР 1976 года. После возвращения со службы полгода снова играл в Гомеле, затем получил приглашение в ведущий клуб республики — минское «Динамо». В составе минчан сыграл одну игру в первой лиге в 1978 году и три матча в высшей лиге в 1979 году. Принимал участие в футбольном турнире Спартакиады народов СССР 1979 года в составе сборной Белорусской ССР. Летом 1980 года перешёл в «Металлург» (Запорожье) и был основным игроком клуба почти восемь сезонов, сыграв более 250 матчей в первой лиге.
В 1988 году вернулся в Гомель, сначала в качестве игрока, а в июле того же года назначен тренером «Гомсельмаша», возглавлял команду до конца сезона 1990 года. В 1990 году на базе «Гомсельмаша» был создан акционерный клуб и его владельцы решили расстаться с тренером. В 1991 году был играющим тренером клуба «Полесье» (Мозырь), выступавшего во второй лиге первенства Белорусской ССР.
В 1992—1993 годах тренировал бобруйский «Трактор», позже переименованный в «Фандок», пригласил в команду 8 футболистов, игравших ранее в основе гомельского клуба. Под его руководством команда дважды занимала места в верхней половине таблицы высшей лиги Белоруссии — четвёртое и шестое. Летом 1993 года переведён на должность ассистента нового тренера Владимира Курнева, а позднее работал в другом бобруйском клубе — «Белшине».
На рубеже XX и XXI веков работал в тренерских штабах «Гомеля» и «Славии», был причастен к чемпионству мозырского клуба в 2000 году. В июне 2002 года был назначен главным тренером «Славии», но команда к тому времени растеряла позиции и лишь боролась за выживание, спустя год тренер был уволен. В 2006—2007 годах работал с клубом первой лиги «Речица-2014». В 2008 году возглавил вновь созданный клуб «ДСК-Гомель», победил с ним в турнире второй лиги, но в мае 2009 года покинул клуб. В межсезонье 2009/10 снова исполнял обязанности главного тренера «Славии».

## Личная жизнь
Разведён, есть дочь.